# Joyeux Bordel !
Pour plus de détails, voir Fiche technique et Distribution.
Joyeux Bordel ! ou Noël en folie au bureau au Québec (Office Christmas Party) est un film de Noël comique américano-indien réalisée par Josh Gordon et Will Speck, sortie en 2016.

## Synopsis
Lorsque la directrice générale de Zenotek, Carol Vanstone (Jennifer Aniston) tente de fermer la branche de son frère Clay (T. J. Miller), il doit rassembler ses collègues et organiser une fête de Noël épique dans un effort pour impressionner un client potentiel et conclure une vente qui permettra de sauver leurs emplois.

## Fiche technique
Sauf indication contraire, les informations mentionnées dans cette section peuvent être confirmées par les bases de données cinématographiques IMDb et Allociné,  présentes dans la section « Liens externes ».
- Titre original : Office Christmas Party
- Titre français : Joyeux Bordel !
- Titre québécois : Noël en folie au bureau[1]
- Réalisation : Josh Gordon et Will Speck
- Scénario : Justin Malen, Laura Solon et Dan Mazer, d'après une histoire de Jon Lucas, Scott Moore et Timothy Dowling (de)
- Musique : Theodore Shapiro
- Direction artistique : Jami Primmer
- Décors : Andrew Laws, Tanja Deshida et Jenny Sandell[2]
- Costumes : Karen Patch
- Photographie : Jeff Cutter
- Son : Steve C. Aaron, Anna Behlmer, Eric Flickinger, Elliott Koretz, Terry Porter
- Montage : Jeff Groth et Evan Henke
- Production : Guymon Casady, Daniel Rappaport et Scott Stuber
  - Production déléguée : Beau Bauman, Josh Gordon, Matthew Hirsch, Will Speck et Richard Vane
  - Production associée : Kevin K. Vafi
  - Coproduction : Holly Bario
- Sociétés de production :
  - États-Unis : Amblin Partners, Bluegrass Films et DreamWorks
  - Inde : Reliance Entertainment
- Sociétés de distribution : Paramount Pictures (États-Unis, Québec) : Reliance Distribution (Inde) ; Metropolitan Filmexport (France) ; WW Entertainment (Belgique)[3] ; Ascot Elite Entertainment Group (Suisse romande)
- Budget : 45 millions USD[4],[5]
- Pays de production :  États-Unis,  Inde
- Langue originale : anglais, russe
- Format : couleur — Digital — 2,35:1 — son Dolby Digital
- Genre : comédie
- Durée : 105 minutes ; 111 minutes (version non censurée)
- Dates de sortie[6] :
  - États-Unis, Québec : 7 décembre 2016[7]
  - France, Belgique, Suisse romande : 21 décembre 2016[8],[9],[10]
- Classification[11] :
  - États-Unis : les enfants de moins de 17 ans doivent être accompagnés d'un adulte (R – Restricted)[N 1]
  - France : tous publics[12]
  - Belgique : tous publics (Alle Leeftijden)[9]
  - Suisse romande : interdit aux moins de 16 ans[13]
  - Québec : 13 ans et plus (13+ / 13 years and over)

## Distribution
- Jason Bateman (VF : Bruno Choël ; VQ : Yves Soutière) : Josh Parker
- Jennifer Aniston (VF : Dorothée Jemma ; VQ : Isabelle Leyrolles) : Carol Vanstone
- T. J. Miller (VF : Christophe Lemoine ; VQ : Daniel Roy) : Clay Vanstone
- Olivia Munn (VF : Julie Dumas ; VQ : Mélanie Laberge) : Tracey Hughes
- Kate McKinnon (VF : Marie-Laure Dougnac ; VQ : Catherine Hamann) : Mary Winetoss
- Jamie Chung (VF : Geneviève Doang) : Meghan
- Abbey Lee Kershaw (VF : Chloé Berthier ; VQ : Marion Van Bogaert Nolasco) : Savannah
- Jillian Bell (VF : Karine Foviau ; VQ : Véronique Marchand) : Trina
- Rob Corddry (VF : Xavier Fagnon ; VQ : Frédéric Desager) : Jeremy
- Vanessa Bayer (VF : Véronique Alycia ; VQ : Laurence Dauphinais) : Allison
- Courtney B. Vance (VF : José Luccioni ; VQ : Daniel Picard) : Walter
- Adrian Martinez (VF : Christophe Desmottes) : Larry
- Andrew Leeds (VF : Guillaume Lebon) : Tim
- Matt Walsh (VF : Laurent Morteau ; VQ : François Trudel) : Ezra
- Randall Park (VF : Serge Faliu ; VQ : Martin Desgagné) : Fred
- Fortune Feimster (VF : Déborah Perret) : Lonny

 Source et légende : version française (VF) sur RS Doublage
 Source et légende : version québécoise (VQ) sur Doublage.qc.ca

## Production

### Genèse et développement
En 2010, Josh Gordon et Will Speck ont écrit un scénario pour DreamWorks Pictures, qui a ensuite été réécrit par Lee Eisenberg, Gene Stupnitsky et Laura Solon.

### Attribution des rôles
Le 19 février 2016, il a été annoncé que Speck et Gordon réaliseraient le film et que Jennifer Aniston, Jason Bateman, T. J. Miller et Kate McKinnon auraient les rôles principaux.

### Tournage
Le tournage du film a commencé à la fin du mois de mars 2016 à Atlanta, en Géorgie. Début avril, le tournage s'est déplacé à Chicago, puis à Hiram en Géorgie, où des scènes ont été tournées du 19 avril jusqu'à la fin du tournage, le 1er juin 2016,,.

## Accueil

### Box-office
| Pays ou région    | Box-office      | Date d'arrêt du box-office | Nombre de semaines |
| ----------------- | --------------- | -------------------------- | ------------------ |
| États-Unis Canada | 54 767 494 USD  | 26 janvier 2017            | 7                  |
| France            | 152 658 entrées | 24 janvier 2017            | 6                  |
| Mondial           | 114 501 299 USD | 26 janvier 2017            | 7                  |

Sorti dans 3 210 salles aux États-Unis, Joyeux Bordel! fait un démarrage correct au box-office avec 16,9 millions USD de recettes engrangées lors de son premier week-end d'exploitation, soit une moyenne de 5 264 USD par salles, ce qui lui vaut de prendre la seconde place au box-office et la première place des nouveautés. Il peine à se maintenir et finit son exploitation à 54 767 494 USD après sept semaines restés en salles. À l'international, le long-métrage engrange 59 733 805 USD, obtenant sa meilleure recettes au Venezuela 19 131 685 USD.

## Distinctions

### Récompense
- Alliance of Women Film Journalists 2017 : actrice qui a le plus besoin d'un nouvel agent pour Jennifer Aniston

### Nomination
- Golden Trailer Awards 2017 : meilleure bande-annonce d’une comédie

## Éditions en vidéo
- En France, le film Joyeux Bordel ! est sorti en DVD et Blu-ray version non censurée le 21 avril 2017[22],[23], puis en VOD le 1er octobre 2021[8].
- Au Québec, le film est sorti en DVD / Blu-ray le 4 avril 2017[24].